# 海蜥魚
海蜥魚（學名：Halosaurus pectoralis）為條鰭魚綱背棘魚目海蜥魚科海蜥魚屬下的一個種，分布於西南太平洋海域，深度600至1270公尺，本魚體細長如鰻魚且側扁，尾鰭尖細，吻尖突出，口下位，體略帶桃色或粉紅, 頭部顏色較淡，背鰭軟條10-13枚，體長可達68公分，棲息在大陸坡深海，屬肉食性，生活習性不明，無經濟價值。